# Гринвейл (тауншип, Миннесота)
Гринвейл (англ. Greenvale) — тауншип в округе Дакота, Миннесота, США. На 2000 год его население составило 684 человека.

## География
По данным Бюро переписи населения США площадь тауншипа составляет 77,0 км², из которых 77,0 км² занимает суша, a вода составляет 0,03 %.

## Демография
По данным переписи населения 2000 года здесь находились 684 человека, 227 домохозяйств и 185 семей.  Плотность населения —  8,9 чел./км².  На территории тауншипа расположено 232 постройки со средней плотностью 3,0 построек на один квадратный километр. Расовый состав населения: 98,25 % белых, 0,29 % афроамериканцев, 0,58 % коренных американцев, 0,58 % азиатов и 0,29 % приходится на две или более других рас. Испанцы или латиноамериканцы любой расы составляли 0,29 % от популяции тауншипа.
Из 227 домохозяйств в 44,1 % воспитывались дети до 18 лет, в 74,0 % проживали супружеские пары, в 5,3 % проживали незамужние женщины и в 18,1 % домохозяйств проживали несемейные люди. 13,7 % домохозяйств состояли из одного человека, при том 4,8 % из — одиноких пожилых людей старше 65 лет. Средний размер домохозяйства — 3,01, а семьи — 3,35 человека.
30,4 % населения — младше 18 лет, 7,2 % — в возрасте от 18 до 24 лет, 28,7 % — от 25 до 44, 26,0 % — от 45 до 64, и 7,7 % — старше 65 лет. Средний возраст — 36 лет. На каждые 100 женщин приходилось 110,5 мужчин.  На каждые 100 женщин старше 18 приходилось 107,0 мужчин.
Средний годовой доход домохозяйства составлял 66 818 долларов, а средний годовой доход семьи —  72 500 долларов. Средний доход мужчин —  42 381  доллар, в то время как у женщин — 28 594. Доход на душу населения составил 23 398 долларов. За чертой бедности находились 2,1 % семей и 2,9 % всего населения тауншипа, из которых 2,4 % младше 18 и 14,7 % старше 65 лет.